# Tecnam P92
Il Tecnam P92 Echo Super è un aereo biposto di fabbricazione italiana, prodotto dalla Tecnam di Capua e commercializzato in numerosi paesi del mondo. Si tratta di un aereo monomotore con ala alta a pianta rettangolare, con carrello fisso triciclo e ruotino anteriore sterzante. Ne esistono versioni appartenenti sia alla categoria VDS, sia a quella certificata dell'aviazione generale.

## Descrizione
Il P92 è stato progettato dopo aver riconsiderato il mercato dei velivoli ultraleggeri, nel quale si avvertiva una significativa necessità di un solido velivolo addestratore, adatto a tutti i livelli di esperienza di volo, dal pilotaggio amatoriale allo sportivo, sino all'addestramento al volo commerciale. Il risultato è stato il P92 Eaglet.
Presenta una migliorata visibilità laterale, grazie ad ampi finestrini, linee aerodinamiche, una pannellatura del cruscotto modulare e semplice, che può alloggiare una vasta varietà di strumenti, molti dei quali sono optional, pur mantenendo una buona visibilità frontale.
Gli sportelli sono rifiniti con chiusure e guarnizioni di tipo automobilistico; i sedili forniscono un completo supporto durante le manovre e la giusta affidabilità grazie alle cinture di sicurezza, lasciando molto spazio per le gambe; vi sono tasche portaoggetti nella parte posteriore dei sedili ed alloggiate negli sportelli laterali.

## Struttura

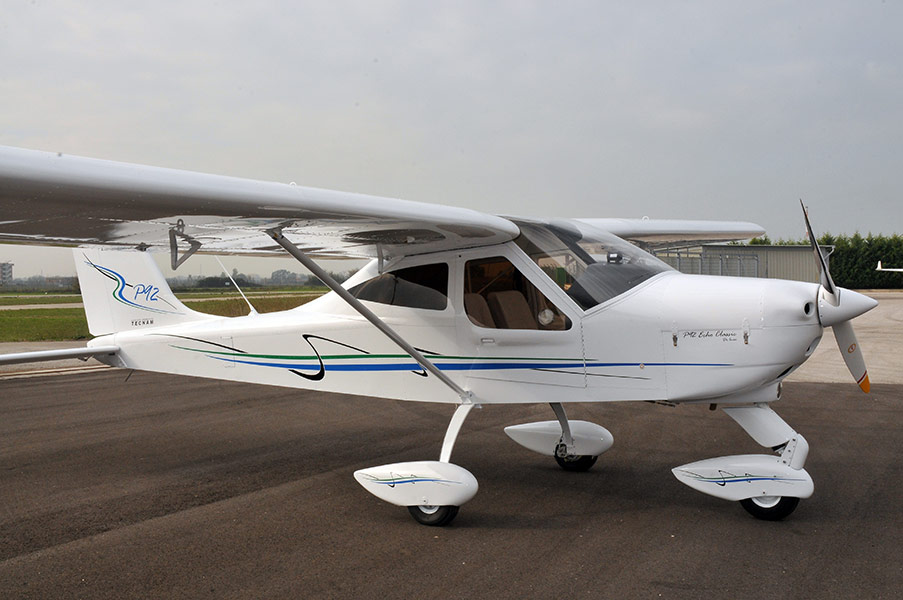
Vista laterale

La struttura è un monoblocco in alluminio, rigidamente supportato da una struttura in acciaio. Le due semiali sono di alluminio e progettate a pianta rettangolare. Particolari dell'estremità alare è la winglet, o aletta d'estremità. Il profilo alare è un Gottinga 398, modificato per ottenere migliori prestazioni alle basse velocità.
I bordi d'entrata alari sono facilmente rimovibili in caso di sostituzione o riparazione.
I serbatoi sono 2 e sono stivati all'interno delle ali; ognuno può arrivare a contenere un massimo di 35 litri, per un totale di 70 litri; sono stati collocati all'esterno della fusoliera per ragioni di sicurezza.
Nel retro della fusoliera è stata inserita una finestra, per far sì che si possa osservare il panorama a 360° dall'interno dell'abitacolo.
Gli slotted flaps sono attivati elettricamente e possono arrivare ad un'escursione massima di 38°, per un atterraggio più confortevole.

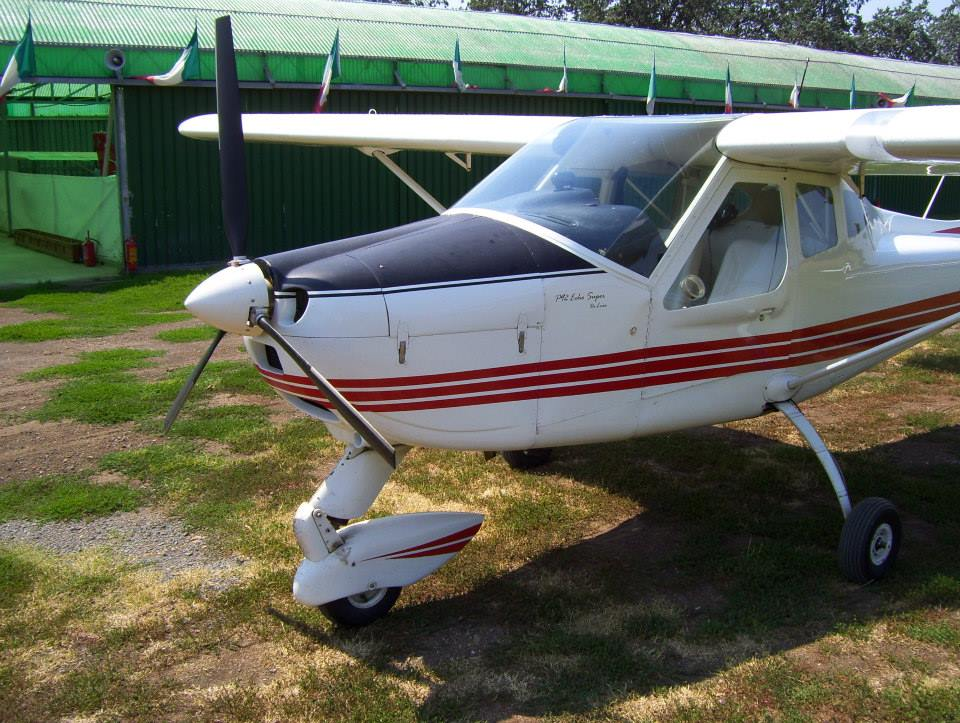
Parte anteriore del Tecnam P92 Echo Super. Notare la carenatura della ruota anteriore

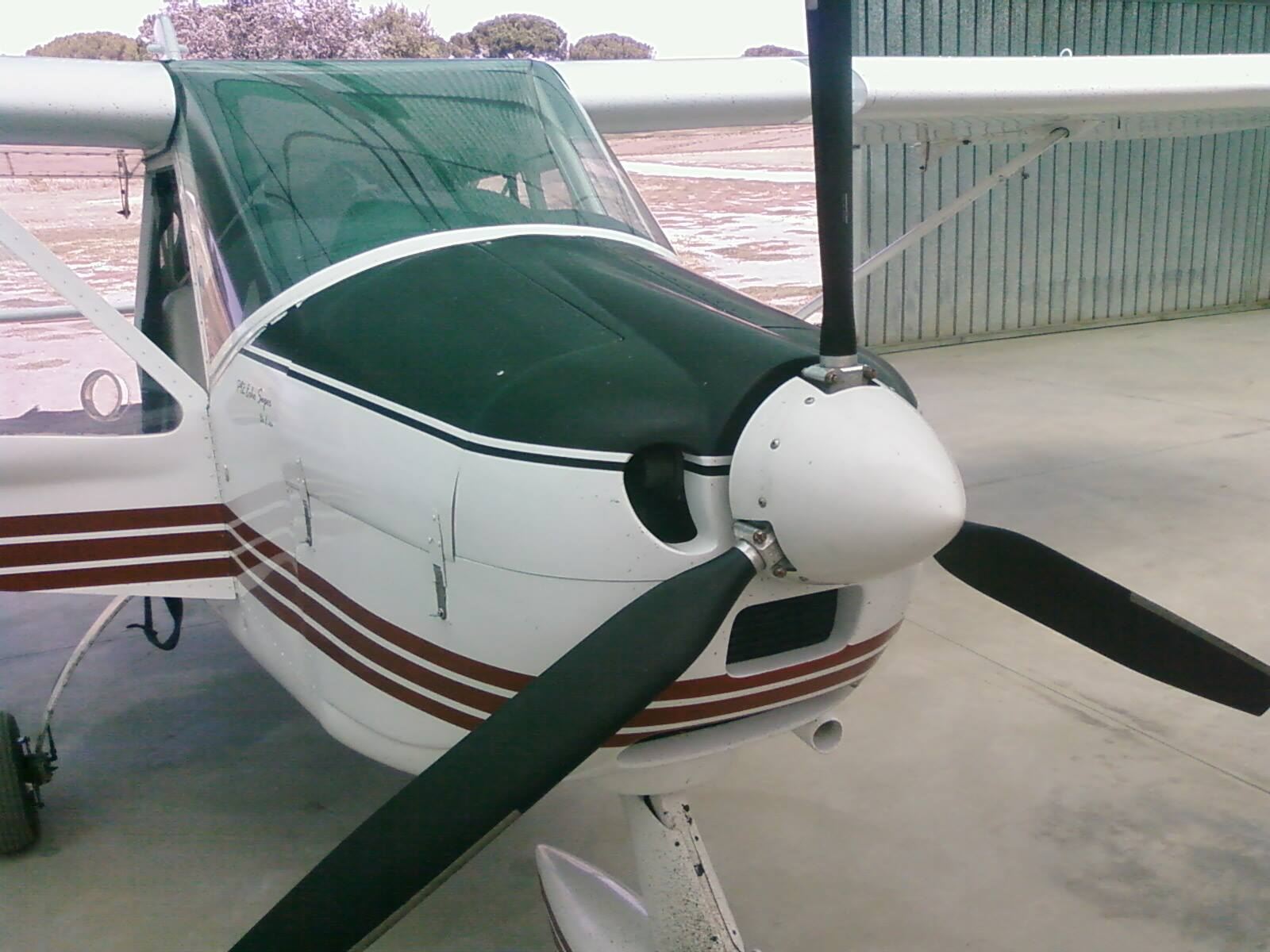
Particolare dell'elica

## Interni ed Esterni
I sedili possono essere regolati in avanti e all'indietro, inoltre in altezza. I bagagli possono essere agevolmente riposti nella parte posteriore della fusoliera. L'interno della fusoliera è largo 1,16 m; è spazioso, ergonomico ed assicura comfort durante il volo; ci stanno comodamente comandante e un passeggero. Il condizionamento del velivolo è di base.
I bocchettoni per far confluire l'aria all'interno del velivolo sono ricavati nelle sezioni dei due finestrini laterali di ogni relativo posto. Il P92 gode di un'ottima visibilità, sia frontale che laterale. Il pannello strumenti è molto ampio ed alloggia una varietà di strumenti, che vanno da un pack standard di 6 sino al full pack, che prevede l'installazione dell'EFIS. Il P92 prevede la carenatura delle ruote.

## Comandi di volo
Davanti ai sedili si trova la barra di comando per controllare il rollio dell'aereo tramite gli alettoni, posti nell'estremità alare, e la cabrata/picchiata dello stesso tramite lo stabilatore situato nella parte posteriore del velivolo. Dove si appoggiano i piedi troviamo la pedaliera per controllare il timone di direzione e la relativa imbardata.

## Motore ed Elica
Il motore è un Rotax 912 a quattro cilindri, quattro tempi.
Il raffreddamento avviene mediante sia liquido, che aria. Il motore dispone di un riduttore integrato per l'elica di 1:2.4286 giri.
La batteria è situata nella parte posteriore della fusoliera, per una rapida e comoda sostituzione.
L'elica è a due pale e per questo modello non esiste una versione a passo variabile. Una delle peculiarità principali di questo motore, su questo modello di aeroplano è quello di avere i magneti gestiti da centraline che simulano il loro funzionamento.

## Utilizzatori

### Militari
Cambogia
- Kangtorp Akas Khemarak Phumin

6 P.92 consegnati, 5 operativi al settembre 2017.